# 内田芳郎
内田 芳郎（うちだ よしろう、1918年（大正7年）9月5日 - 2008年（平成20年）2月11日）は、日本の参議院議員。旧名・俊朗。

## 経歴
熊本県出身。1940年明治大学政治経済学部を卒業後、竹中工務店に勤務し、営業部長などを歴任。1965年に自由民主党から第7回参議院議員通常選挙に全国区から出馬し当選。第3次佐藤内閣で通商産業政務次官に就任。日中協会役員などを務めた他、小金井カントリー倶楽部の理事を務め、愛好家として知られる内閣総理大臣・田中角栄にゴルフの手ほどきをした。